# Breg pri Temenici
Breg pri Temenici – wieś w Słowenii, w gminie Ivančna Gorica. W 2018 roku liczyła 43 mieszkańców.